# Giacomo Medini
Giacomo Medini fou un compositor italià que visqué entre finals del segle xix i principis del XX.
No es troben dates d'aquest compositor. Només se'n sap que a Savona, Ligúria, s'hi van representar les seves òperes Bianca do Roccaforte (1888), La tradita (1896) i In maschera (1905).